# أباسي (أسطورة)
أباسي (بالإنجليزية: Abassi)‏ في الأساطير الأفريقية، هو الرب الخالق عند الأفيك [الإنجليزية]، وهم عرق يسكن في نيجيريا، وقد أرشدته زوجته أتاي حتى يسمح لزوجين بشريين أن يسكنا الأرض، ولكنه منعهما من التناسل أو العمل، خوفًا من أن يتفوقا على أباسي في الحكمة. واتبع الزوجان هذه القاعدة فترة من الزمن، ولكنهما أخيرًا طفقا يعملان وصار لهما أطفال، مما جعل أتاي تقتل الرجل وزوجته، وهذا ما سبب الشقاق والنزاع بين أولادها.